# 临床化学

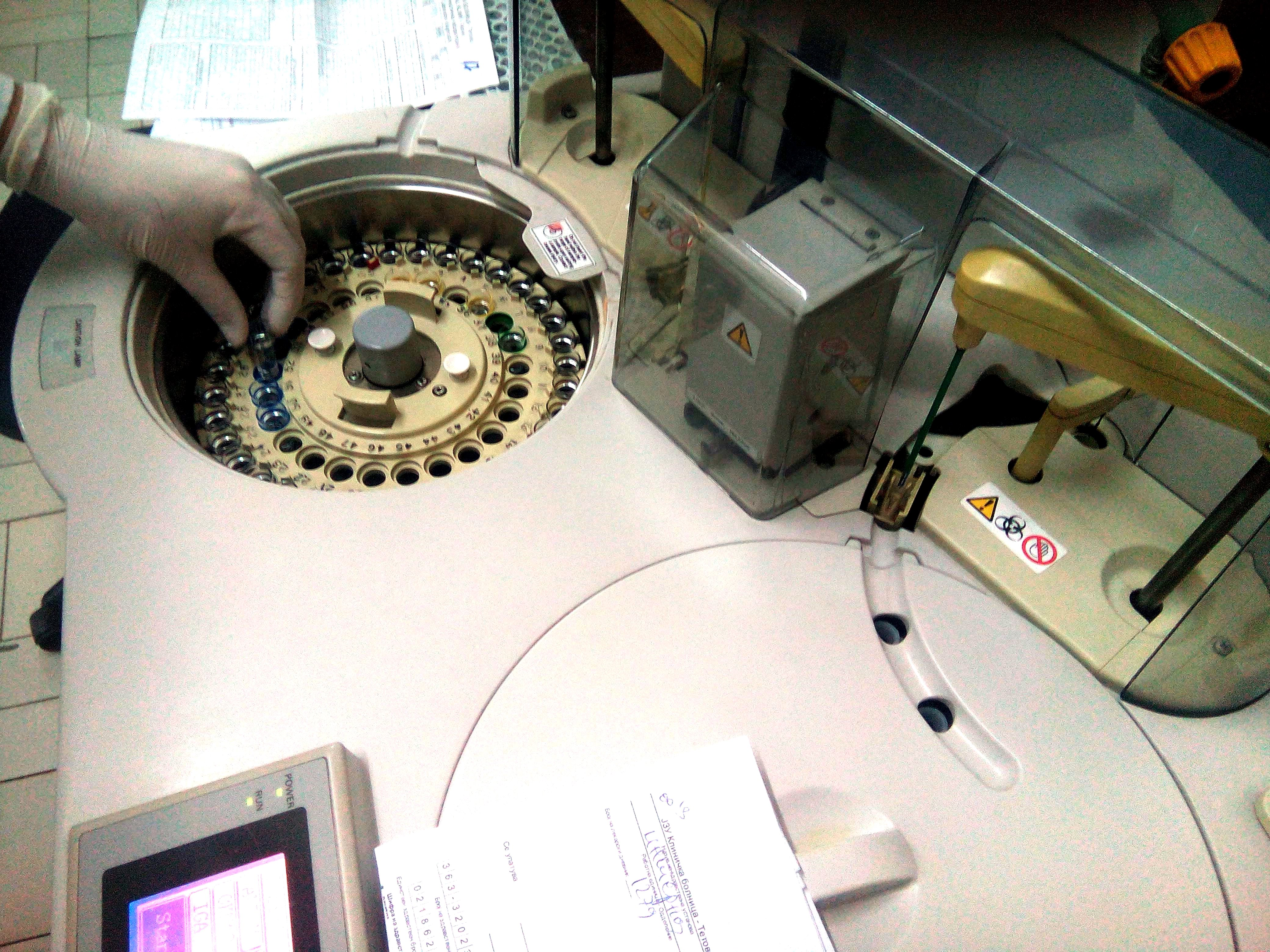
临床化学分析仪；手用来表示尺寸

临床化学（英語：Clinical chemistry，亦被称为化学病理学、临床生物化学或医学生物化学）是临床病理学的领域之一，主要注重体液的分析。
使用简单化学方法检测血液和尿液的学科是在19世纪晚期发展起来的。在此之后，包括酶活性、分光光度法、电泳与免疫测定等检测技术相继得到应用。
为了适应大工作量的医院检验，现在大多数检验科现在都高度自动化了。测试过程受到严密监视并须通过质控。
所有生化测试属于化学病理学的范畴。任何种类的体液都可以进行生化测试，但主要的测试样本是血清或血浆。血清是血液凝固并将血细胞全部除去后分离出的黄色水样成分。通过离心机可以很容易办到，在离心力的作用下血液里密度大的血细胞和血小板会沉到离心管的底部，剩下的上清液体是血清部分。这一分析前的步骤是包含在“整合系统”仪器的操作中的。血浆在本质上与血清差不多，不过血浆是血液不经凝血直接离心而获得。血浆是在血液凝血前离心得到。测试种类决定了使用何种样本进行测试。
一家大型的檢驗醫學科可接受多种样品大约700种不同的检测项目。即使是最大的检验科也很少自己做所有的检验，一些检验项目会送到其他实验室里完成。
如此多项的检验项目可进一步分类到不同的子专业：
- 常规化学 - 医生经常开的血液化学申请项目（如肝功能和肾功能）。
- 特殊化学 - 使用如蛋白质电泳等精细技术及人工测试方法。
- 临床内分泌学 - 激素研究及内分泌疾病诊断。
- 毒理学 - 对滥用药物及其他化学品进行研究。
- 治療藥物監控 - 测量治疗性药物浓度水平来优化剂量。
- 尿液分析 - 对尿液的化学分析用于诊断多种疾病，其他液体包括CSF和渗出液。
- 粪便分析 - 基本用于检测胃肠道疾病。

## 检测
常用的临床化学检测项目包括：
电解质
- 钠
- 钾
- 氯
- 碳酸氢盐

肾功能
- 肌酐
- 血清胱抑素C
- 尿素氮

肝功能
- 血清总蛋白
  - 清蛋白
  - 球蛋白类
  - A/G比例（清蛋白-球蛋白量之比）
  - 蛋白質電泳
  - 尿蛋白
- 胆红素：直胆；间胆；总胆
- 天冬氨酸转氨酶（AST）
- 丙氨酸转氨酶（ALT）
- γ-谷氨酰转肽酶（GGT）
- 碱性磷酸酶（ALP）

心脏标志物
- H-FABP
- 肌钙蛋白
- 肌红蛋白
- CK-MB
- B-型钠尿肽（BNP）

矿物质
- 钙
- 镁
- 磷酸盐
- 钾

血液疾病
- 铁
- 转铁蛋白
- 总铁结合量
- 维生素B12
- 维生素D
- 叶酸

杂项
- 葡萄糖
- C反應蛋白
- 糖化血红蛋白（HbA1c）
- 尿酸
- 动脉血气（[H+]、PCO2、PO2）
- 促腎上腺皮質激素（ACTH）
- 毒理学筛查与法医毒理学（药物与毒素）
- 神经特异性烯醇化酶（NSE）
- 大便隐血测试（FOBT）

## 组合检测
有时医生经常开的一些检验申请项目会组成组合：
- 基本代谢组合（BMP） - 8项检测 - 钠、钾、氯、碳酸氢盐、血尿素氮（BUN）、肌酐、葡萄糖、钙
- 综合代谢组合（CMP） - 14项检测 - 除了BMP之外加上蛋白质、白蛋白、碱性磷酸酶（ALP）、丙氨酸转氨酶（ALT）、天冬氨酸转氨酶（AST）、胆红素